# Городское поселение Жилёво
Городско́е поселе́ние Жилёво — упразднённое муниципальное образование (городское поселение) в Ступинском районе Московской области, включающее в себя посёлок городского типа Жилёво, который является его центром, и рядом располагающиеся сельские населённые пункты. Площадь — 156,08 км².

## Население
| 2006  | 2007  | 2008  | 2009  | 2010  | 2011  |
| ----- | ----- | ----- | ----- | ----- | ----- |
| 5280  | ↘4807 | ↘4774 | ↘4750 | ↗5188 | ↗5231 |
| 2012  | 2013  | 2014  | 2015  | 2016  | 2017  |
| →5231 | ↗5394 | ↗5696 | ↗6311 | ↗7378 | ↗7983 |

## Состав городского поселения
В состав городского поселения входят:
| №  | Населённый пункт | Тип населённого пункта                  | Население |
| -- | ---------------- | --------------------------------------- | --------- |
| 1  | Байдиково        | деревня                                 | ↗22       |
| 2  | Березня          | деревня                                 | ↗16       |
| 3  | Верзилово        | село                                    | ↗5982     |
| 4  | Возрождение      | деревня                                 | ↗17       |
| 5  | Дворяниново      | деревня                                 | ↗12       |
| 6  | Дорожники        | деревня                                 | ↘24       |
| 7  | Жилёво           | рабочий посёлок, административный центр | ↘1940     |
| 8  | Жилёво           | деревня                                 | →0        |
| 9  | Забелино         | деревня                                 | ↗12       |
| 10 | Ивановское       | деревня                                 | ↗24       |
| 11 | Иван-Теремец     | село                                    | ↗115      |
| 12 | Кануново         | деревня                                 | ↗23       |
| 13 | Киясово          | село                                    | ↗243      |
| 14 | Колычево         | деревня                                 | ↗191      |
| 15 | Ловцово          | деревня                                 | ↘0        |
| 16 | Мурзино          | деревня                                 | ↗6        |
| 17 | Новоселки        | деревня                                 | ↗56       |
| 18 | Петрово          | деревня                                 | ↘194      |
| 19 | Секирино         | деревня                                 | ↗2        |
| 20 | Сотниково        | деревня                                 | ↘4        |
| 21 | Уварово          | деревня                                 | →3        |
| 22 | Хирино           | деревня                                 | ↗19       |
| 23 | Шматово          | деревня                                 | →7        |
| 24 | Шугарово         | село                                    | ↗1683     |